# Solanum capsicoides
Solanum capsicoides là loài thực vật có hoa trong họ Cà. Loài này được Mart. miêu tả khoa học đầu tiên năm 1838.